# Agustín Domingo de Bracamonte
Agustín Domingo de Bracamonte y Zapata (Madrid, 1638-Panamà, ?) va ser un noble castellà, II marquès de Fuente el Sol. Fill segon de Juan de Bracamonte y Zapata, marquès de Fuente el Sol, i de Maria Dávila Pacheco Coello de Castilla, marquesa de Navalmorcuende. Es va casar dues vegades: primer amb Petronila Zapata, amb qui va tenir a Gaspar Ventura de Bracamonte, hereu al marquesat de Fuente el Sol; el segon va ser amb María Sagarra de Guzmán.
Va iniciar una carrera eclesiàstica, primer va ser canonge de la catedral de Toledo, però va deixar aquest camí per dedicar-se a la vida militar. Va anar al Perú, on va ser Governador i Capità General de Panamà i president de la seva Audiència nomenat pel virrei, el comte de Las Torres. Entre altres càrrecs, també va ser alferes major, guarda major de la ciutat de Cuenca i les seves muntanyes, alcaid de llur Casa de la Moneda i patró universal de la religió seràfica.
Va esdevenir hereu dels títols familiars, a banda de marquès de Fuente el Sol, Navalmorcuende i senyor de les viles de San Lorenzo de la Parrilla, Tragacete, Olmeda de la Cuesta, Poyatos, los Oteros, Uña, Valdemeca, Velmontejo i San Miguel de las Viñas.